# Diospyros ovalifolia
Diospyros ovalifolia är en tvåhjärtbladig växtart som beskrevs av Robert Wight. Diospyros ovalifolia ingår i släktet Diospyros och familjen Ebenaceae. Inga underarter finns listade i Catalogue of Life.